# Óscar Serrano Rodríguez
Óscar Serrano Rodríguez (* 30. September 1981 in Blanes) ist ein spanischer Fußballspieler, der bei UD Levante in der spanischen Primera División spielt.

## Spielerkarriere
Óscar Serrano startete seine Karriere als Fußballer in der Segunda División B in seiner katalanischen Heimat bei UE Figueres. Dort spielte der Mittelfeldspieler aus Girona zwei Jahre lang von 2002 bis 2004. Anschließend gelang der große Sprung aus Liga 3 in die Primera División. Bei Espanyol konnte sich Óscar Serrano zwar sofort einen Stammplatz erspielen, dennoch zog es ihn zu Racing Santander, wo er seit 2005 auch souveräner Bestandteil der ersten Elf ist.
Nach sieben Jahren und mehr als 180 Pflichtspielen in Santander wechselte Serrano im Sommer 2012 zum Ligakonkurrenten UD Levante.